# Biarritz

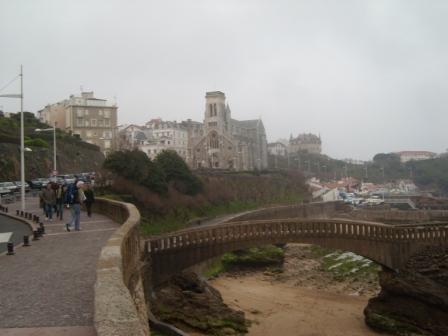
Biarritz våren 2007

Biarritz (även Miarritze på baskiska) är en fransk kommun i departementet Pyrénées-Atlantiques, Nouvelle-Aquitaine, i sydvästra Frankrike vid Biscayabukten. Staden är känd som kurort/badort sommartid vilket gör att befolkningen ökar från 30 000 vintertid till uppemot 100 000 sommartid. År 2022 hade Biarritz 25 810 invånare. Rugby är den dominerande sporten i den franska delen av Baskien (Iparralde), och stadens rugbylag Biarritz Olympique är ett av de ledande rugbylagen i Frankrike. Deras senaste franska mästerskap vanns år 2006.
Biarritz var ännu på 1850-talet ett obetydligt fiskeläge, då den genom Napoleon III:s besök kom på modet som badort. I början av 1900-talet blev den en populär besöksort för brittiska turister.

## Geografi
Staden gränsar till kommunerna Bayonne och Anglet och är belägen 18 kilometer från gränsen till Spanien. Den ligger även i den traditionellt baskiska regionen Labourd. Läget vid havet karaktäriseras av enorma klippor och sandstränder.

## Befolkningsutveckling
Antalet invånare i kommunen Biarritz
| Referens: INSEE |

## Galleri

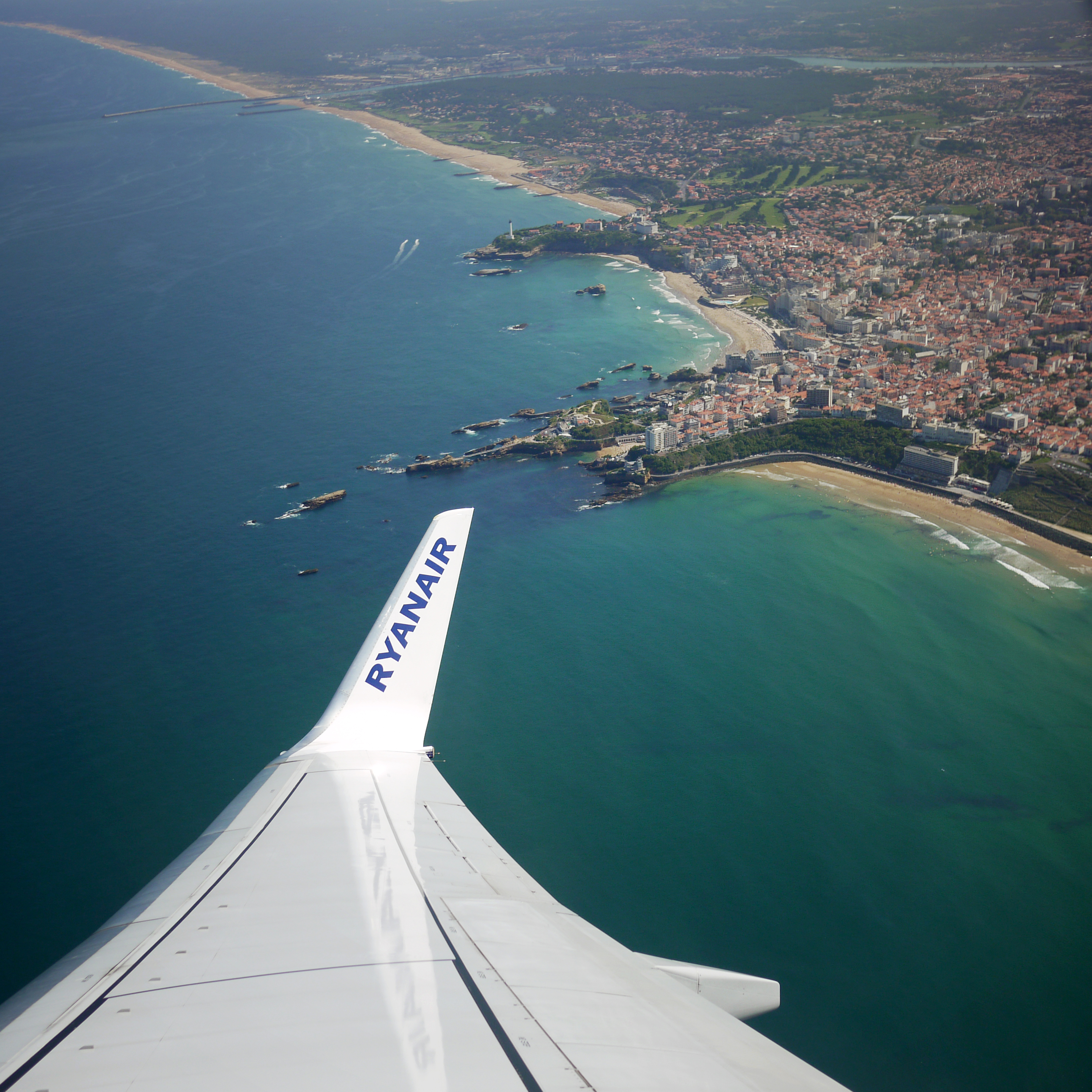
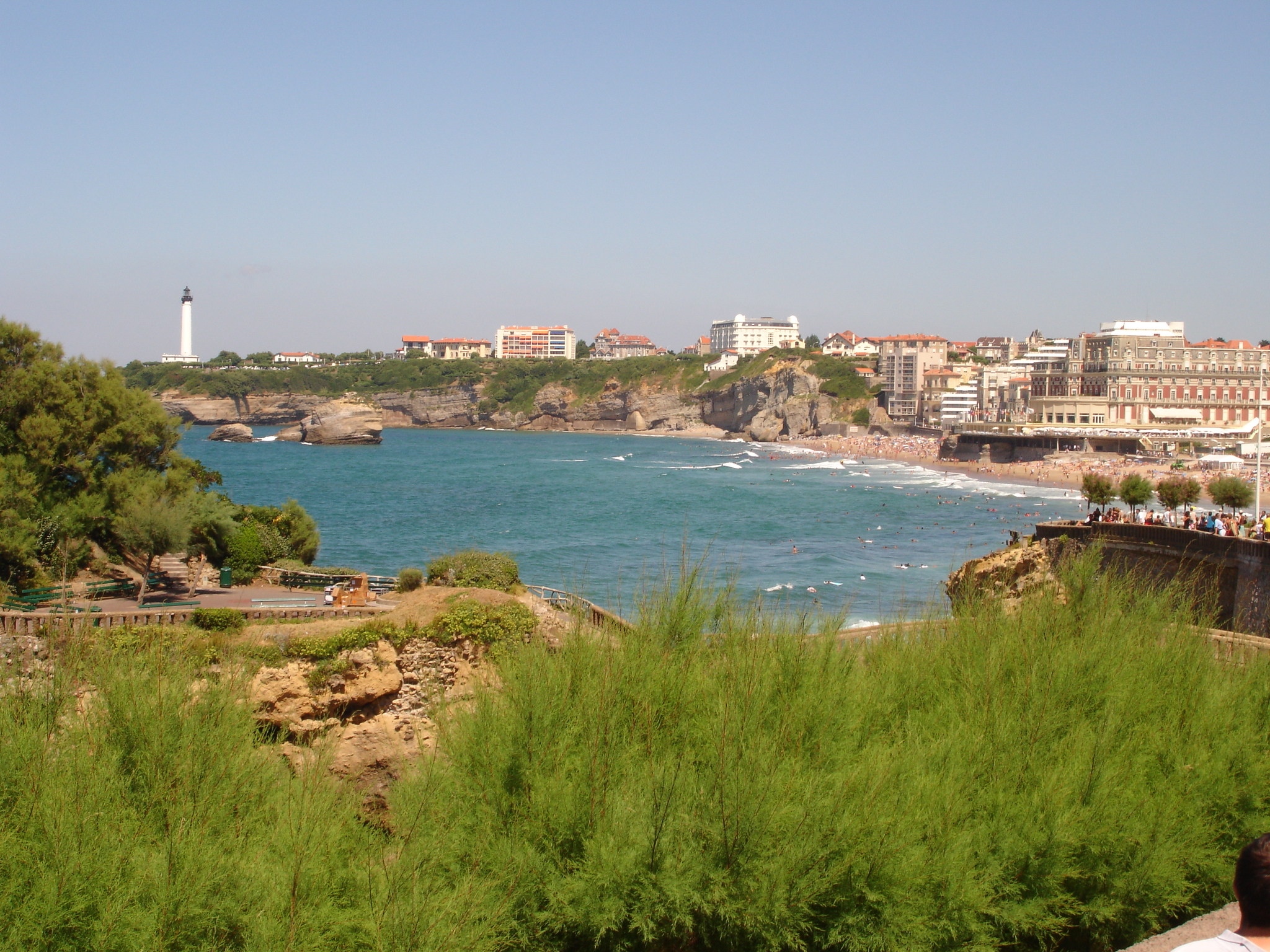
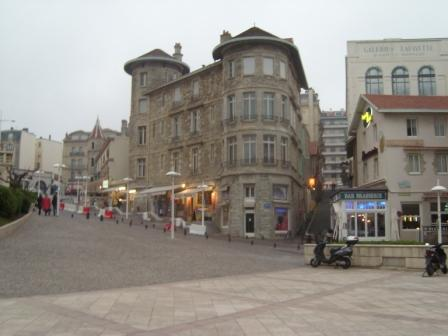
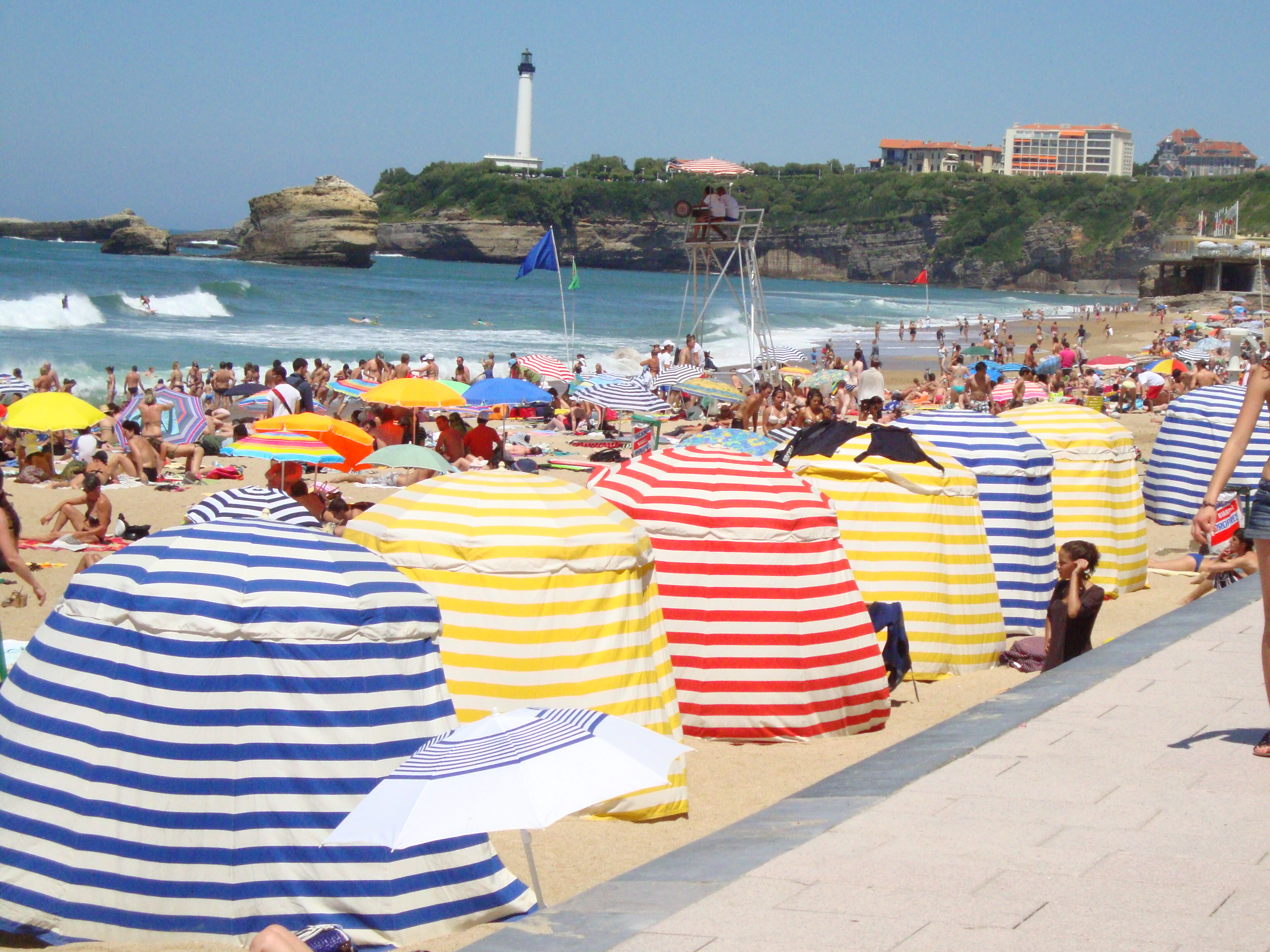
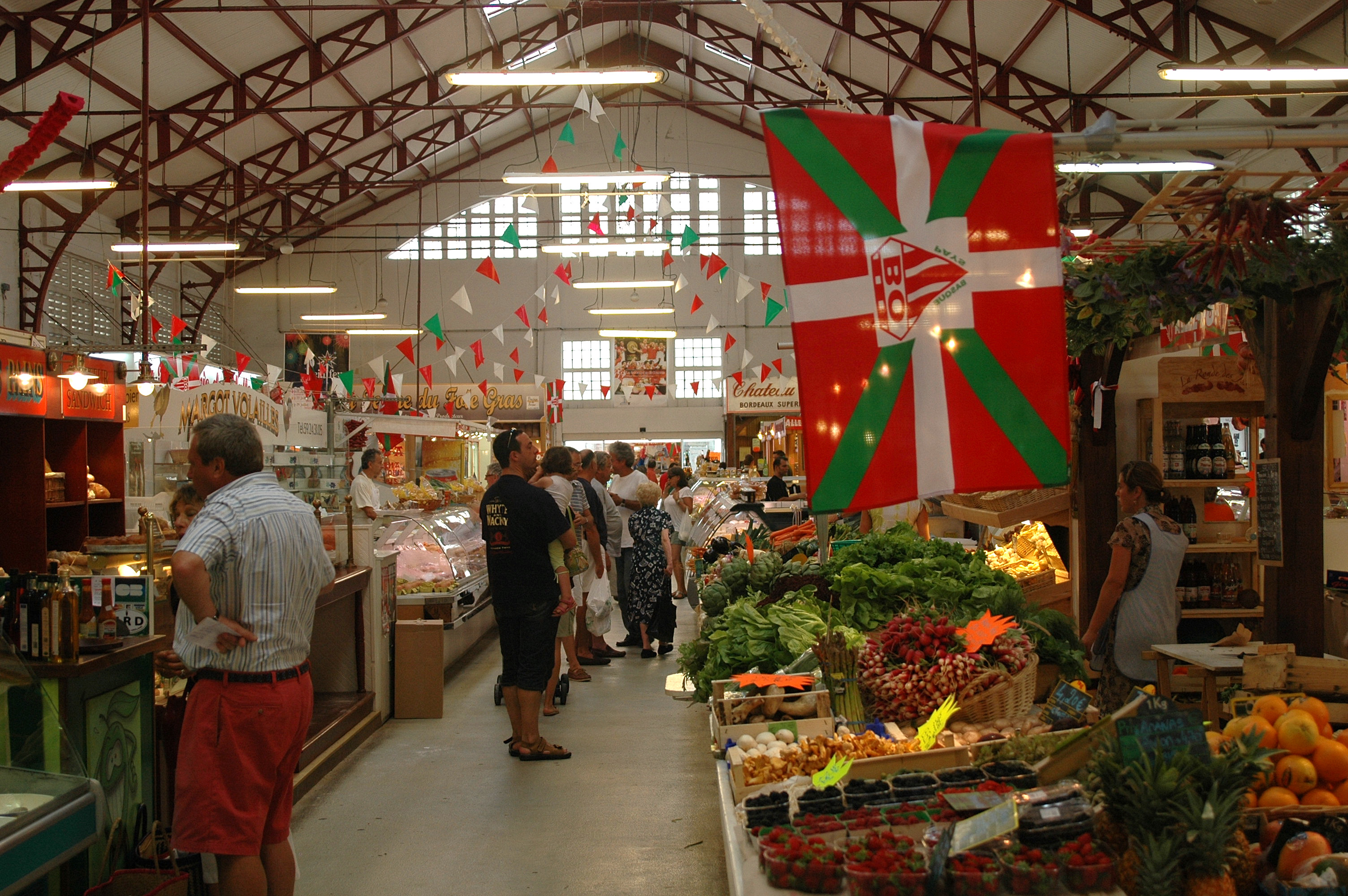
Gallerian
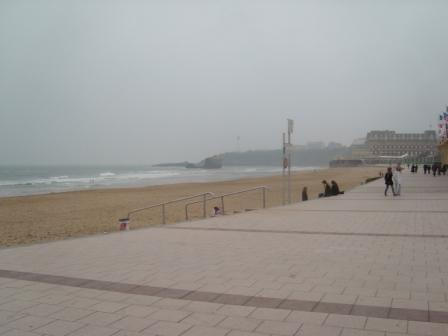
Stranden 2007
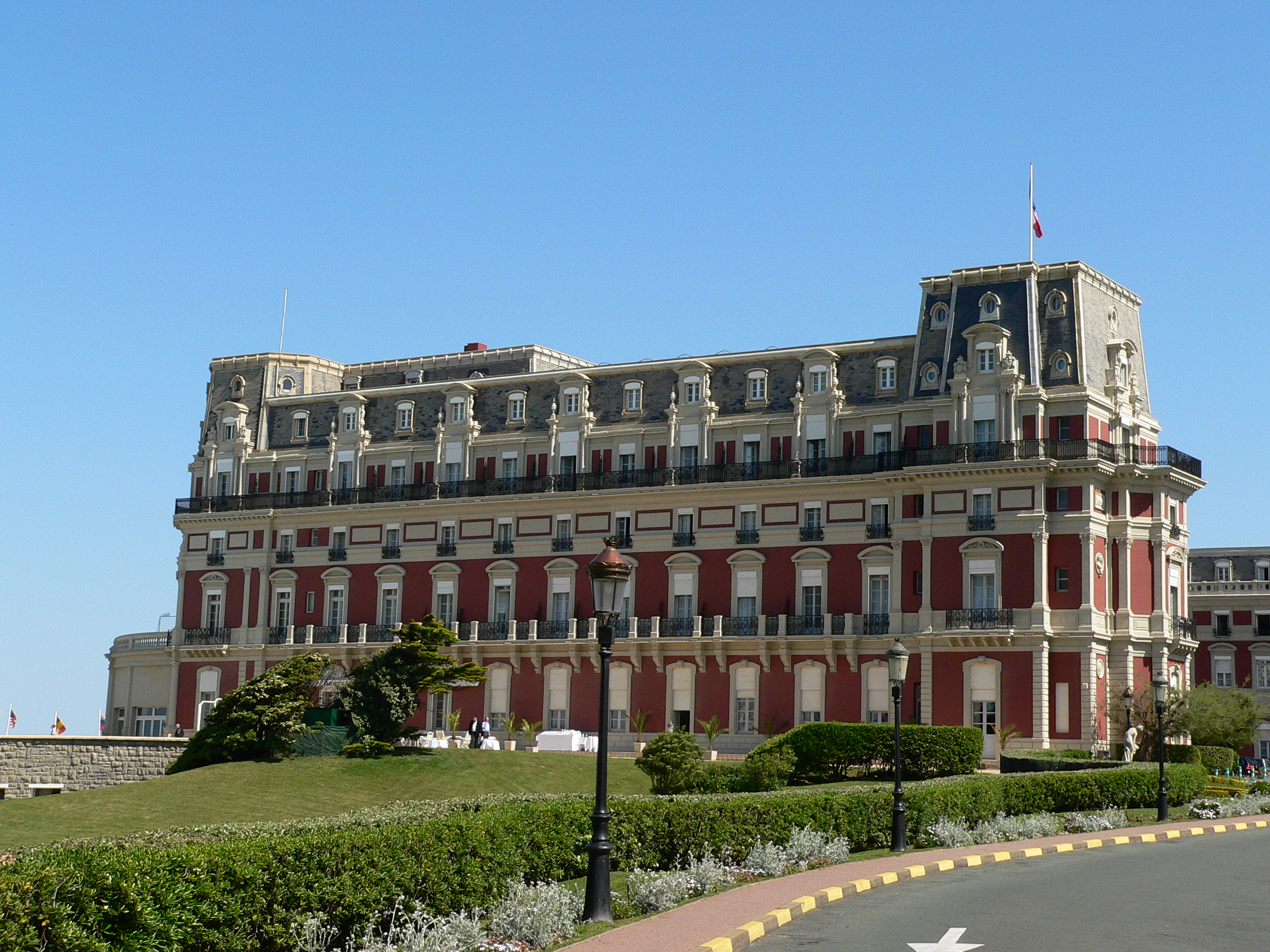
Hotel du Palais

## Transporter
Biarritz har en flygplats (IATA-kod: BIQ) belägen drygt 3 km från centrum. Flygplatsen har inrikeslinjer året runt till flera städer i Frankrike, bl.a. Paris och Nice, samt, framför allt under sommarsäsongen, flera utrikeslinjer till olika städer i Europa. SAS flyger (år 2016) till Biarritz sommartid från Köpenhamn och Stockholm/Arlanda medan Ryanair flyger till Biarritz från vår till höst från Stockholm/Skavsta. Biarritz flygplats nås via busslinje 14 från Biarritz centrum och kostar (år 2016) 1 euro enkel väg.
Biarritz har en järnvägsstation, som dock ligger i utkanten av staden nära flygplatsen. Biarritz har dagliga tågförbindelser med Paris (både TGV och nattåg) samt finns regionaltrafik till näraliggande orter. Det är möjligt att åka tåg mellan Biarritz och San Sebastian i Spanien genom att ta regionaltåg till gränsstaden Hendaye och där byta till spanskt lokaltåg som går över till den franska sidan av gränsen.